# Alandroal, São Brás dos Matos e Juromenha
Alandroal, São Brás dos Matos e Juromenha (llamada oficialmente União das Freguesias de Alandroal (Nossa Senhora da Conceiçao), São Brás dos Matos (Mina do Bugalho) e Juromenha (Nossa Senhora do Loreto)) es una freguesia portuguesa del municipio de Alandroal, distrito de Alentejo.

## Historia
Fue creada el 28 de enero de 2013 en aplicación de una resolución de la Asamblea de la República de Portugal promulgada el 16 de enero de 2013 con la unión de las freguesias de Jurumeña, Nossa Senhora da Conceiçao y São Brás dos Matos, estando situada su sede en la antigua freguesia de Nossa Senhora da Conceiçao.

## Demografía
| Gráfica de evolución demográfica de Alandroal, São Brás dos Matos e Juromenha entre 2011 y 2021 |
|                                                                                                 |
| Datos según el nomenclátor publicado por el INE portugués.                                      |